# 小行星1186
小行星1186（1186 Turnera）是一颗围绕太阳公转的小行星。1929年8月1日，西里爾·傑克遜在约翰内斯堡发现了此天体。
該小行星以英國天文學家赫伯特·霍爾·特納命名。
这颗小行星的绝对星等为294.0461498494626等。